# Thompsonirhinus restituens
Thompsonirhinus restituens là một loài bọ cánh cứng trong họ Rhynchitidae. Loài này được Walker miêu tả khoa học năm 1859.